# Kanpur (huyện)
Huyện Kanpur là một huyện thuộc bang Uttar Pradesh, Ấn Độ. Thủ phủ huyện Kanpur đóng ở Kanpur. Huyện Kanpur có diện tích 3029 ki lô mét vuông. Đến thời điểm năm 2001, huyện Kanpur có dân số 4137489 người.